# Rhamphixius pallida
Rhamphixius pallida är en insektsart som beskrevs av Heidemann och Henry Fairfield Osborn 1917. Rhamphixius pallida ingår i släktet Rhamphixius och familjen kilstritar. Inga underarter finns listade i Catalogue of Life.